# Leshan
För andra betydelser, se Leshan (olika betydelser).
Leshan, tidigare stavat Loshan, är en stad på prefekturnivå i Sichuanprovinsen i sydvästra Kina. Den ligger omkring 160 kilometer söder om provinshuvudstaden Chengdu.
Staden är mest berömd för den i bergväggen inhuggna jättebuddhan (drygt 70 meter hög) som vakar över Minfloden och staden sedan mer än tusen år, och som 1996 upptogs på Unescos lista över världskulturarv. Även berget Emeishan är beläget inom Leshan. Poeten och författaren Guo Moruo (1892–1978)  är traktens store son.

## Administrativ indelning
Det egentliga Leshan indelas i fyra stadsdistrikt. Dessutom lyder fyra härad, två autonoma härad och en stad på häradsnivå under Leshan:
| Karta              | Karta                 | Karta          | Karta                 | Karta                    | Karta     | Karta                      |
| ------------------ | --------------------- | -------------- | --------------------- | ------------------------ | --------- | -------------------------- |
|                    |                       |                |                       |                          |           |                            |
| Nr                 | Namn                  | Kinesiska      | Pinyin                | Befolkning (2004 uppsk.) | Yta (km²) | Befolknings- täthet (/km²) |
| Stadsdistrikt      |                       |                |                       |                          |           |                            |
| 1                  | Shizhong              | 市中区         | Shìzhōng qū           | 560 000                  | 825       | 679                        |
| 2                  | Shawan                | 沙湾区         | Shāwān qū             | 200 000                  | 617       | 324                        |
| 3                  | Wutongqiao            | 五通桥区       | Wǔtōngqiáo qū         | 320 000                  | 474       | 675                        |
| 4                  | Jinkouhe              | 金口河区       | Jīnkǒuhé qū           | 60 000                   | 598       | 100                        |
| Stad på häradsnivå |                       |                |                       |                          |           |                            |
| 5                  | Emeishan              | 峨眉山市       | Éméishān shì          | 430 000                  | 1 168     | 368                        |
| Härad              |                       |                |                       |                          |           |                            |
| 6                  | Qianwei               | 犍为县         | Qiánwéi xiàn          | 570 000                  | 1 375     | 415                        |
| 7                  | Jingyan               | 井研县         | Jǐngyán xiàn          | 410 000                  | 841       | 488                        |
| 8                  | Jiajiang              | 夹江县         | Jiājiāng xiàn         | 350 000                  | 749       | 467                        |
| 9                  | Muchuan               | 沐川县         | Mùchuān xiàn          | 260 000                  | 1 401     | 186                        |
| Autonoma härad     |                       |                |                       |                          |           |                            |
| 10                 | Ebian (för yi-folket) | 峨边彝族自治县 | Ébiān yízú zìzhìxiàn  | 140 000                  | 2 395     | 58                         |
| 11                 | Mabian (för yi-folk)  | 马边彝族自治县 | Mǎbiān yízú zìzhìxiàn | 180 000                  | 2 383     | 76                         |

## Klimat
Genomsnittlig årsnederbörd är 1 554 millimeter. Den regnigaste månaden är juli, med i genomsnitt 399 mm nederbörd, och den torraste är januari, med 13 mm nederbörd.

## Vänorter
- Gilbert, USA
- Hervey Bay, Australien
- Ichikawa, Japan